# František z Thurnu
František z Thurnu a Valsassiny (německy Franz, Graf von Thurn und Valsassina, 1508, Linec – 25. února 1586) byl rakouský šlechtic z hraběcího rodu Thurn-Valsássina-Kreuz v Korutanech. Byl tajným radou u dvora rakouského arcivévody Ferdinanda II.

## Původ, titul a dědictví

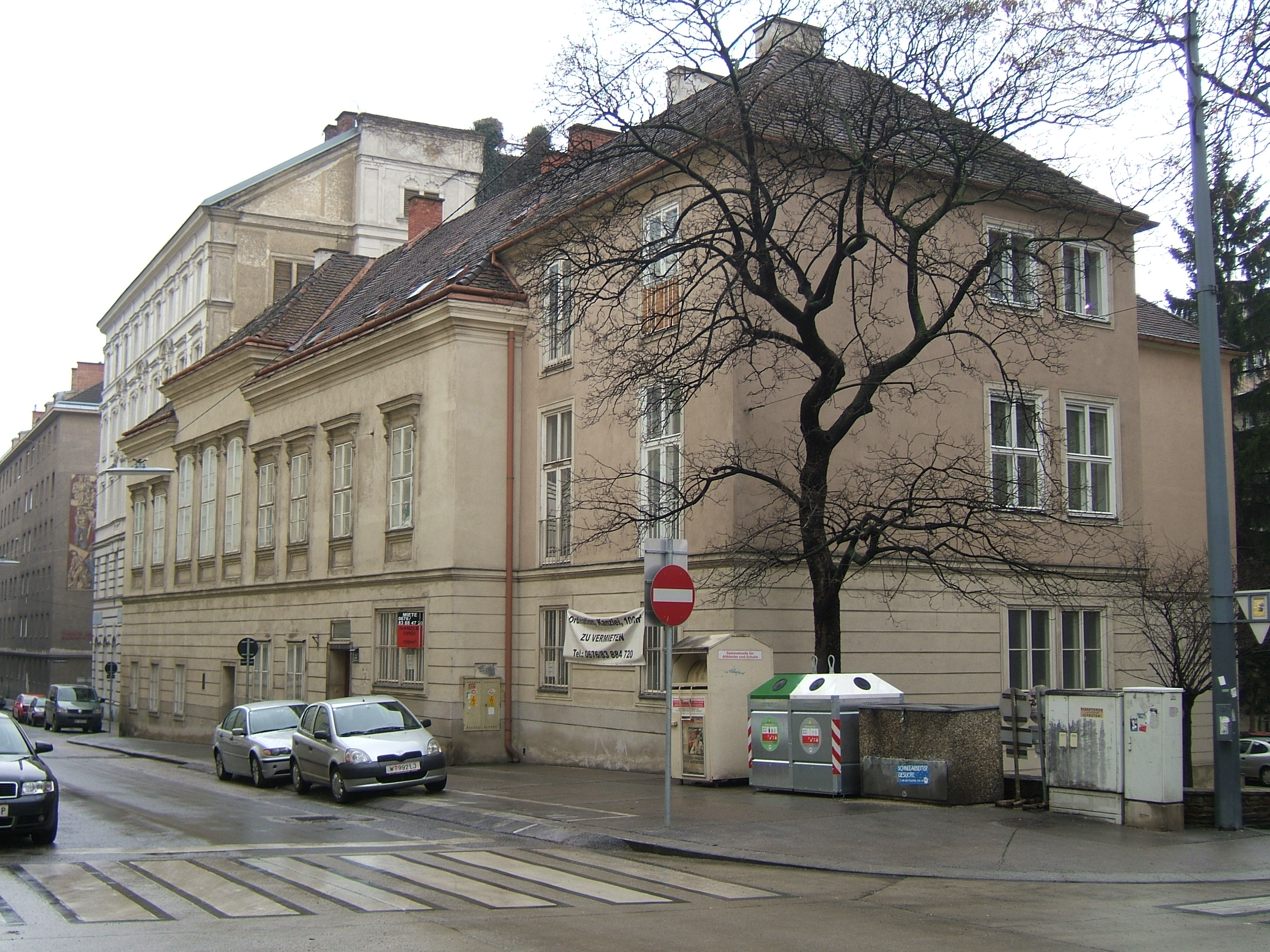
Palác Thurn a Valsasina ve Vídni

Rod Thurnů má původ v italském rodu Torrianiů (Della Torre) a ve 13. století sňatkem získal také panství Valssassina v provincii Lecco. Později se rodina přestěhovala do Korutan.
František z Thurnu se narodil jako syn hraběte Víta z Thurnu-Valssassiny (15. června 1471 – 22. února 1547), svobodného pána z Kreuze a jeho manželky Blanky Polyxeny di Simonetta e Quarto († 1549). Byl vnukem Antonína I. z Thurn-Valssasiny († 1512) a jeho první manželky Amorosy z Landenbergu († 1482), dcery Jakuba z Landenbergu.
František a jeho bratranec Antonín II. († 1569), zemský maršál z Gorici, byli v roce 1541 povýšeni do hraběcího stavu. Díky vojenské službě získal František několik panství v Čechách a na Moravě.
V roce 1642 byl rod povýšen do říšského panského stavu a 1680 říšského hraběcího stavu z predikátem z Thurn-Valssassiny a Taxisu.

### Manželství a potomstvo
František z Thurnu byl dvakrát ženat. V prvním manželství z roku 1533 s Annou Lidmilou Berkovou z Dubé a Lipé († 28. října 1558), dcerou Petra Berky z Dubé († 1520) a jeho manželky Beatrix z Kolovrat († 1541). Z jejich manželství se narodilo několik dětí:
- Sabina, provdaná za Viléma z Zimmern-Möskirchu
- Anna Marie († 13. srpna 1597), provdaná 1561 v Praze za hraběte Jindřicha II. z Hardeka (1541 – 13. dubna 1577)
- Zuzana, provdaná za Alfonso di Porcia
- Jiří (1538–1592), svobodný pán z Kreuze, ženatý I. od 15. května 1560 s princeznou Salome Münsterberskou (5. dubna 1540 – 16. května 1567), II. s hraběnkou Marií z Zimmern-Möskirchu († 25. října 1598, Reifenberg)

Ve druhém manželství od roku 1560 byl ženatý s Barborou Šlikovou (* kolem 1537–1581), dcerou chebského purkrabího v Čechách hraběte Jeronýma Šlika z Pasounu-Holíče a Chebu (1494–1551) a jeho druhé manželky Kateřiny z Gleichenu († po 1530), dcery († 1525) a Alžběta Isenburská (asi 1460 – asi 1543). Z tohoto manželství se narodily další děti:
- Blanka Ludmila († 16. ledna 1595), vdaná 4. února 1582 za hraběte Bartoloměje z Khevenhülleru (22. srpna 1539 – 16. srpna 1613)
- Kateřina
- Sidonie
- Sibyla
- Polyxena
- Vít Ondřej
- Jeroným Václav († 1613), ženatý I. od 7. listopadu 1585 s Annou Ludmilou Prueschinkovou, hraběnku z Hardeka († 1602), II. s Apolenou ze Žerotína
- Jindřich Matyáš z Thurnu (1567–1640), jeden z vůdců českého stavovského povstání proti císaři Ferdinandovi II. v roce 1618, později dánský polní maršál, vojevůdce a diplomat ve švédských službách, ženatý s Magdalenou Gallovou z Losdorfu a poté Zuzanou Alžbětou, rozenou z Tiefenbachu.
- Jan Jakub († 1597), generál ve švédských službách v době třicetileté války, ženatý s Magdalenou Zrinskou ze Serynu († 1606)